# ブラウンシュヴァイク近衛大隊

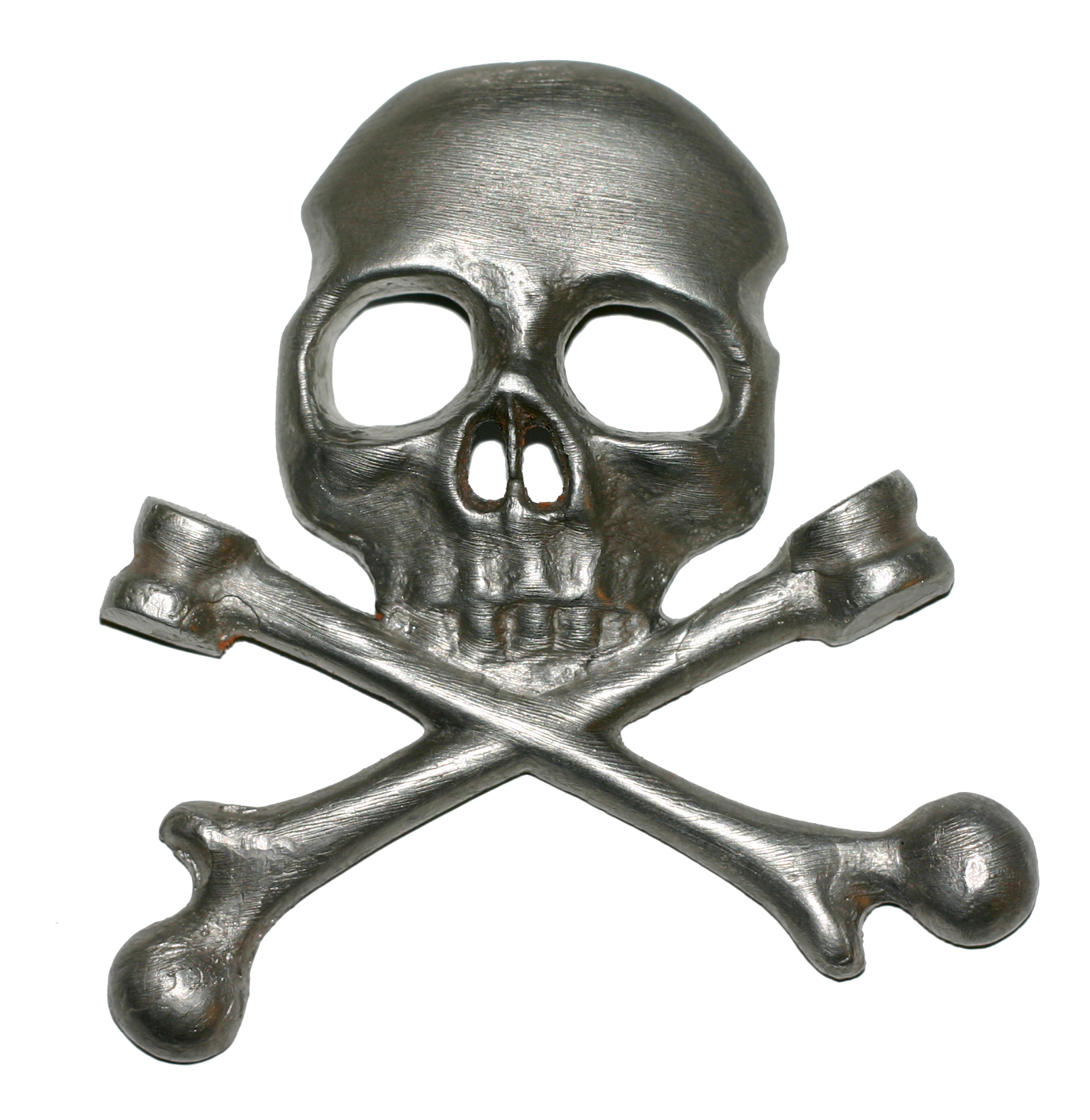
ブラウンシュヴァイクの1815年のトーテンコップフ。

ブラウンシュヴァイク公国近衛大隊（独:Herzoglich Braunschweigisches Leibbataillon ）は、1815年から1893年まで存続したブラウンシュヴァイク公国軍の部隊である。

## 前史
この近衛大隊の起源は、ブラウンシュヴァイク＝エールス公フリードリヒ・ヴィルヘルムが1809年に創設し、ナポレオン・ボナパルトの軍と戦った「黒い軍勢」に遡る。
この義勇軍は1814年11月10日、ブラウンシュヴァイクへ帰還するまでに「ブラウンシュヴァイク＝リューネブルク猟兵」としてイギリス軍に従い、ウェリントン公の指揮下に半島戦争の間、ポルトガルとスペインで戦っている。

## 1815年の創設
1815年1月1日、半島戦争に従軍した古参兵から「プレーストラー少佐指揮下の大隊」（Bataillon unter den Befehlen des Major von Pröstler）が編成される。しかし、すでに1814年の末には多くの軍人が除隊していたので、各中隊は1813年に創設されていた前衛大隊から補充を受けた。
また4月14日には「近衛大隊」（Leibbataillon）の名称を授かっている。それは4個中隊で編成され、定員は672名であった。
この大隊は根本的に、「ブラウンシュヴァイク＝リューネブルク猟兵」がスペインで着用した制服を継承している。それは黒いドルマンと、ホワイトメタル製のトーテンコップフおよび黒い馬の尾の毛を飾った、黒いシャコー帽である。

## 1815年戦役

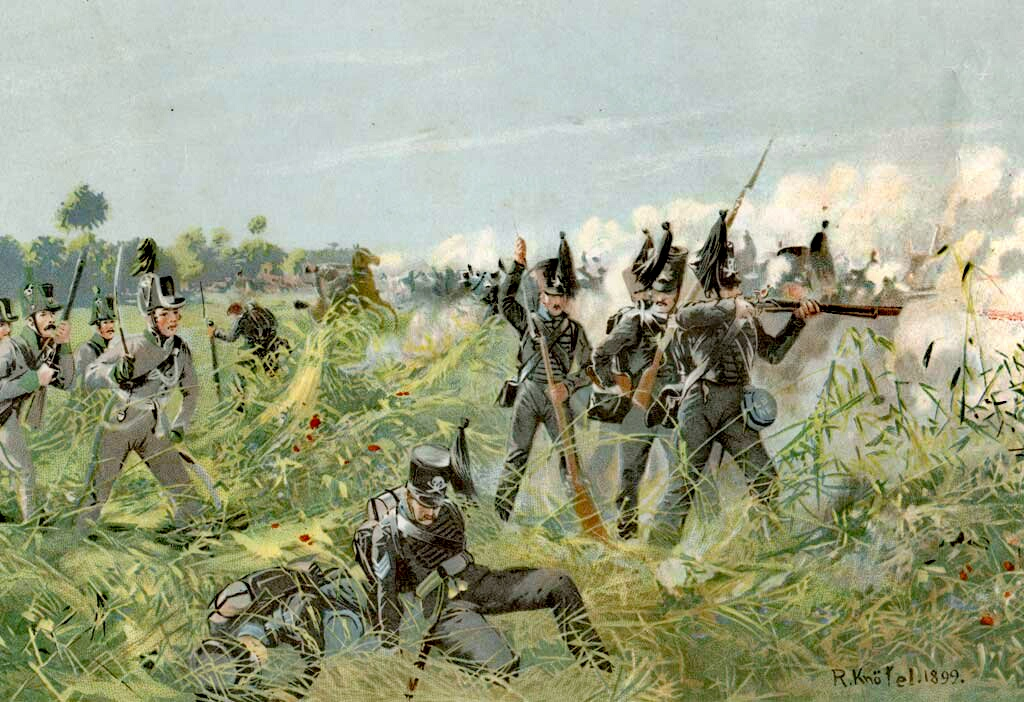
1815年6月16日、カトル・ブラで戦うブラウンシュヴァイク兵。

ナポレオンがエルバ島から帰還すると、フリードリヒ・ヴィルヘルムはすぐに動員を命じた。この「ブラウンシュヴァイク公国野戦軍」（Herzoglich Braunschweigische Feldkorps）は4月15日、ベルギーへ出発する。近衛大隊は他の3個軽歩兵大隊とともに、ヴィルヘルム・トロイシュ・フォン・ブットラー (de:Buttlar (Adelsgeschlecht)) 中佐が率いる軽歩兵旅団に配された。
そして5月11日、ブリュッセルの持ち場に到着する。
6月16日にはカトル・ブラで最初の戦いが行われた (Battle of Quatre-Bras) 。近衛大隊は証言 によれば、重要な役割を果たしている。
フリードリヒ・ヴィルヘルム公はこの戦いの中、近衛大隊の傍らで戦没し、3名の兵士（キュルベル伍長、ラッパ手のアウエと猟兵のレッカウ）によって戦線の後方へ送られた。近衛大隊も大損害を被っている。
2日後の6月18日、近衛大隊はワーテルローの戦いに参加した。ここではウーグモン (Hougoumont) 農場の右側面に投入され、その戦いぶりから改めて名を上げている。
戦闘が終わった後、近衛大隊はフランスの捕虜2000名をブリュッセルに護送する。以後、軍団の残りはパリへ向かい、そこから1815年12月6日にブラウンシュヴァイクへの帰途に就いた。

## 1816年以降の展開

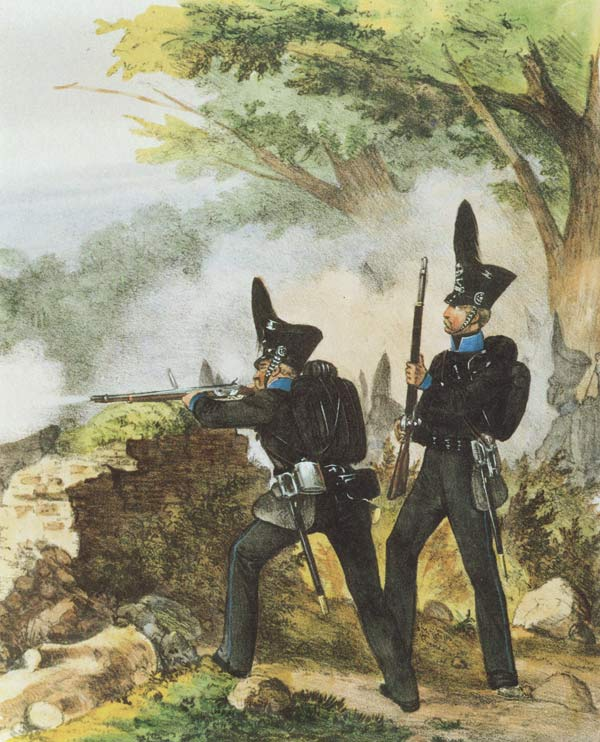
近衛大隊の猟兵（1843年頃）

フランスから帰還すると、ブラウンシュヴァイク公国軍は著しく縮小され、ドイツ連邦から求められた最小限の部隊が武装を保持するのみとなった。まず4個歩兵大隊が解隊され、1822年にはさらに2個が削減されている。その中で近衛大隊は残った。
続いてカール2世が政権に就くと、ブラウンシュヴァイク軍は完全に改編された。旧来の近衛大隊は第1戦列歩兵連隊の第1大隊となり、「猟兵大隊」（Jäger-Bataillon ）とも呼ばれた新しい近衛大隊が最精鋭の軍人から編成される。他の大隊にプロイセン風の青い軍服が支給された一方で、この近衛大隊は伝統的な黒い制服を保持した。
1830年にカール2世が追放されると、弟のヴィルヘルムが政権に就き、派手好きな兄が拡大した軍をすぐに再び縮小する。近衛大隊は解隊された第1戦列歩兵連隊の、第2大隊の兵員を収容したが、その後も自主的な部隊として残った。「第92ブラウンシュヴァイク公国連隊」（Herzoglich Braunschweigisches Infanterie-Regiment Nr. 92）の「フュズィリーア大隊（近衛大隊）」（Füsilier-Bataillon (Leib-Bataillon)）となったのは1867年に入ってからである。
この大隊はプロイセンと軍事協定が結ばれた後、同連隊の「第3（近衛）大隊」（3. (Leib-)Bataillon）と改称する。これも1893年には存在しなくなり、1897年4月1日にブランケンブルク (Blankenburg) で創設された「第165歩兵連隊」（ハノーファー第5歩兵連隊、 5. Hannoversches Infanterie-Regiment Nr. 165）に1個中隊を形成するのみとなった。

## 文献
- Gustav von Kortzfleisch: Geschichte des Herzoglich Braunschweigischen Infanterie-Regimentes und seiner Stammtruppen 1809–1902, 3 Bände, Braunschweig 1896–1903
- Georg Ortenburg: Braunschweigisches Militär. Cremlingen 1987
- オットー・フォン・ピーフカ (Otto von Pivka) : The Black Brunswickers, Osprey Men-at-Arms, Oxford 1973
- W. Teichmüller: Geschichte des Herzoglich Braunschweigischen Leibbataillons. Braunschweig, 1858